# Sainte-Marie (ancienne circonscription fédérale)
Pour les articles homonymes, voir Sainte-Marie.
Sainte-Marie fut une circonscription électorale fédérale du Québec, située sur l'île de Montréal. Elle fut représentée à la Chambre des communes de 1892 à 1980.
La circonscription fut créée en 1892 à partir d'une portion de Montréal-Est. En 1976, la circonscription fut abolie et redistribuée parmi Hochelaga, Laurier et Saint-Henri.
De 1978 à 1980, la circonscription d'Hochelaga fut connue sous le nom de Sainte-Marie. De 1981 à 1987, elle fut connue sous le nom de Montréal-Sainte-Marie. Elle fut abolie en 1987 et redistribuée parmi Laurier—Sainte-Marie et Rosemont.

## Géographie
En 1892, la circonscription comprenait:
- Une partie de la ville de Montréal contenu dans le quartier Sainte-Marie

En 1914, le quartier de Papineau fut rajouté à la circonscription

## Députés
1. 1896-1900 — Hercule Dupré, PLC
2. 1900-1904 — Joseph Israël Tarte, PLC
3. 1904-1906 — Camille Piché, PLC
4. 1906¹-1917 — Médéric Martin, PLC
5. 1917-1941 — Hermas Deslauriers, PLC
6. 1942¹-1950 — Gaspard Fauteux, PLC
7. 1950¹-1958 — Hector Dupuis, PLC
8. 1958-1972 — Georges-J. Valade, PC
9. 1972-1979 — Raymond Dupont, PLC
10. 1979-1988 — Jean-Claude Malépart, PLC

- PC  = Parti progressiste-conservateur
- PLC = Parti libéral du Canada
- ¹   = Élections partielles